# Damalis mercaraensis
Damalis mercaraensis är en tvåvingeart som först beskrevs av Joseph och Parui 1984.  Damalis mercaraensis ingår i släktet Damalis och familjen rovflugor. Inga underarter finns listade i Catalogue of Life.